# Oppendorf (Schönkirchen)
Oppendorf ist ein Dorf der Gemeinde Schönkirchen in Kreis Plön in Schleswig-Holstein.

## Geografie und Verkehr
Das Dorf Oppendorf ist Teil der Gemeinde Schönkirchen, die sich aus dem Dorf Schönkirchen selbst und den früher zu Oppendorf zählenden Dörfern Schönhorst, Flüggendorf sowie den Orten Hof Schönhorst und Landgraben zusammensetzt.
Oppendorf liegt direkt nordöstlich von Kiel und grenzt an die Siedlung Oppendorf, welche zum Stadtteil Neumühlen-Dietrichsdorf gehört. Durch das Dorf führt lediglich eine Straße.

## Geschichte
Die Gemeinde Oppendorf gehörte zum Amt Schönkirchen. Sie wurde zum 1. April 1970 nach Schönkirchen eingemeindet.